# Minuskuł 565 (Gregory-Aland)
Minuskuł 565 (wedle numeracji Gregory—Aland), ε 93 (von Soden) – purpurowy rękopis Nowego Testamentu pisany minuskułą na pergaminie w języku greckim, datowany na wiek IX. Jest jednym z nielicznych rękopisów pisanych złotem. Przechowywany jest w Petersburgu. Rękopis nie zachował się w całości, część jego kart zaginęła. Tekst rękopisu jest niejednorodny i w różnych partiach prezentuje różne tradycje tekstualne. Rękopis cieszy się zainteresowaniem ze strony krytyków tekstu, najwyżej oceniany jest jego tekst w Ewangelii Marka. Wykorzystywany jest w krytycznych wydaniach greckiego Nowego Testamentu.

## Opis rękopisu
Kodeks zawiera tekst czterech Ewangelii, na 405 pergaminowych kartach (17,6 cm na 19,2 cm) . Jest jednym z zaledwie dwóch minuskułowych rękopisów Nowego Testamentu pisanych złotem na nasączonym purpurą pergaminie. Drugim jest minuskuł 1143 . Purpura ma barwę ciemnoniebieską (co jest rzadkością), czasem staje się niemal czarna. Część kart rękopisu zaginęła, zagubione karty zawierały tekst: Mt 20,18–26; 21,45–22,9; Łk 10,36–11,2; 18,25–37; 20,24-26; J 11,26–48; 13,2–23; 17,1–12. Braki w Ewangelii Mateusza, Łukasza i częściowo w Ewangelii Jana zostały później uzupełnione, z wyjątkiem J 11,26–48; 13,2–23 .
Tekst pisany jest jedną kolumną na stronę, 17–19 linijek w kolumnie . Marginesy są szerokie. Tekst ewangeliczny pisany jest złotem, natomiast noty komentatorskie pisane są srebrem oraz uncjałą. Minuskuła jest bardzo staranna i jest jednym z najlepszych zachowanych przykładów wczesnej minuskuły, odznacza się wyjątkową czystością formy. Do charakterystycznych cech skryby należy litera beta, która jest nietypowo rozciągnięta do dołu. Skryba stosował skróty, popełniał błędy itacyzmu oraz błędne formy aorystu. Część jego błędów została poprawiona przez późniejszego korektora. Cytaty ze Starego Testamentu nie zostały oznakowane. Zawiera kolofon jerozolimski na końcu Ewangelii Marka .
Tekst Ewangelii dzielony jest według dwóch systemów, według κεφαλαια (rozdziały) oraz według krótszych jednostek – Sekcji Ammoniusza. Sekcje Ammoniusza nie posiadają odniesień do Kanonów Euzebiusza. Tekst Ewangelii zawiera ponadto τιτλοι (tytuły). Tytuły pisane są uncjałą. Przed każdą z Ewangelii umieszczone zostały listy κεφαλαια (pełnią one rolę spisu treści). Na początku umieszczono tablice do Kanonów Euzebiusza, mają one późniejsze pochodzenie, oryginalny rękopis ich nie zawierał. W XIII wieku przed Ewangelią Mateusza, Marka i Jana umieszczone zostały portrety ewangelistów. W XVII wieku przed Ewangelią Łukasza umieszczono portret ewangelisty Łukasza. Owe miniatury wykonane zostały na białym pergaminie, ubarwione kilkoma kolorami, psują artystyczne piękno rękopisu.

## Tekst

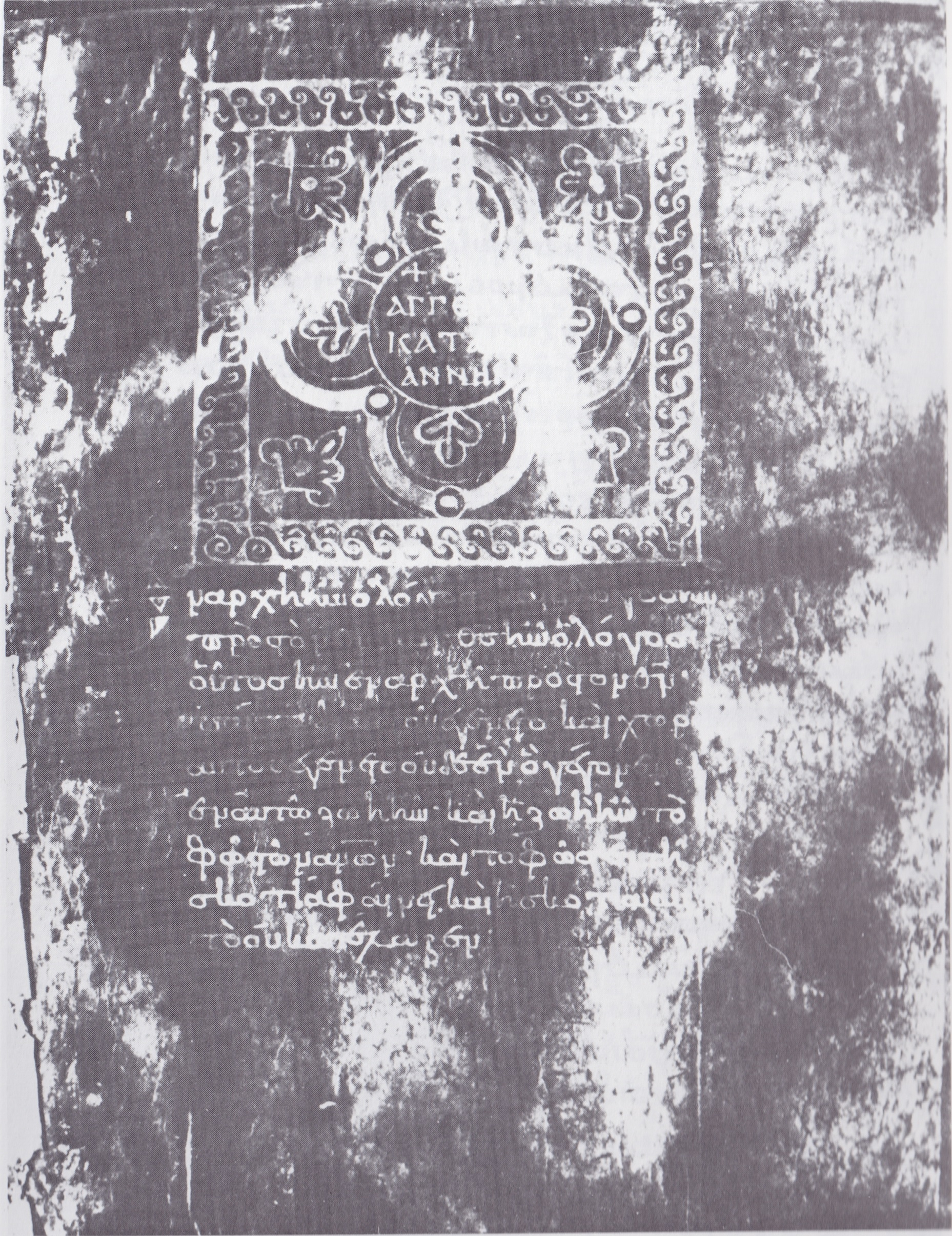
Początek Ew. Jana, f. 300 r.

Eduard de Muralt ocenił, że tekst jest bliski dla Kodeksu Cypryjskiego i Kampiańskiego. Fenton Hort był zdania, że rękopis przekazuje tekst zachodni, jednak Hort nie badał rękopisu dokładnie. Burnett H. Streeter w 1924 roku był przekonany, że reprezentuje tekst cezarejski, a w Ewangelii Marka jest jednym z najlepszych tego tekstu reprezentantów. Według Streetera również i w pozostałych trzech Ewangeliach rękopis miał reprezentować tekst cezarejski, jednak jako najsłabszy jego reprezentant . Późniejsze badania wykazały, że grecki tekst rękopisu jest niejednorodny i w różnych partiach reprezentuje rozmaite tradycje tekstualne. Aland zaklasyfikował tekst rękopisu do Kategorii III. Według Alanda w Ewangelii Marka tekst rękopisu ma wyższą jakość niż w Ewangelii Mateusza i Łukasza. W Ewangelii Jana rękopis reprezentuje Rodzinę Lake’a .
Według Claremont Profile Method, tj. metody wielokrotnych wariantów, reprezentuje tekst aleksandryjski w Ewangelii Łukasza 1 i rodzinę tekstualną Kx (jedna z późnych rodzin tekstu bizantyjskiego) w Ew. Łukasza 10 i 20. 
Tekst Ewangelii Jana 7,53–8,11 został opuszczony przez skrybę, który wyjaśnił na marginesie, że dostępne mu kopie nie zawierają tej perykopy. W Łk 1,28 nie zawiera frazy „błogosławiona wśród niewiast”, jednak na marginesie odnotowano fakt stosowania tej frazy w innych rękopisach, z objaśnieniem, że starożytne rękopisy jej nie zawierały . Nie zawiera także Mk 9,44.46. Zawiera natomiast: Mt 16,2-3 (znaki czasu); Łk 22,43-44 (krwawy pot Jezusa); Łk 22,62 (gorzki płacz Piotra); J 5,4 (anioł porusza wodę w sadzawce). Teksty te są opuszczane przez część starożytnych rękopisów.

## Historia
INTF datuje rękopis na wiek IX . Według kolofonu na folio 405 verso, rękopis został sporządzony dla cesarzowej Teodory. Prawdopodobnie został sporządzony w cesarskim skryptorium. Niektórzy badacze datują jednak rękopis na wiek X .
Rękopis był przechowywany w klasztorze Jana, koło Houmisch-Khan, w Poncie, nad Morzem Czarnym. W 1829 roku archimandryta Pontu Sylvester podarował rękopis dla rosyjskiego cara. W tym też roku został sprowadzony do Petersburga. Powiedziano przy tym, że rękopis został sporządzony własnoręcznie przez cesarzową Teodorę, co było zapewne lokalną legendą . Rękopis odtąd jest przechowywany w Rosyjskiej Bibliotece Narodowej (Ms. 53) .
Pierwszy opis rękopisu sporządził Eduard de Muralt w 1848 roku.
Tekst Ewangelii Marka rękopisu został skolacjonowany w oparciu o Textus receptus przez Johannesa Belsheima w 1885 roku . Belsheim popełnił jednak nieco błędów. W 1897 roku H.S. Cronin porównał Ewangelię Marka z odczytem Belsheima i dokonał poprawek. Odczyt Ewangelii Marka ponownie poprawiał I.A. Moir w 1956 roku.
W 1883 roku Scrivener wciągnął go na listę rękopisów Nowego Testamentu i nadał mu siglum 473e. W 1890 roku Gregory wciągnął go na listę rękopisów Nowego Testamentu, dołączoną do 8. wydania Nowego Testamentu Tischendorfa (Editio Octava Critica Maior), nadając mu siglum 565e. W 1908 roku Gregory nadał mu siglum 565 i pod takim siglum figuruje na liście Gregory-Aland . Jest wykorzystywany we współczesnych naukowych wydaniach greckiego Novum Testamentum Nestle-Alanda we wszystkich czterech Ewangeliach.